# Lysidice americana
Lysidice americana är en ringmaskart som beskrevs av Addison Emery Verrill 1873. Lysidice americana ingår i släktet Lysidice och familjen Eunicidae. Inga underarter finns listade i Catalogue of Life.